# Balzhinimá Tsyrempílov
Balzhinimá Tsyrenzhápovich Tsyrempílov (en ruso: Бальжинима Цыренжапович Цыремпилов; Ulekchin, 29 de octubre de 1975) es un deportista ruso que compitió en tiro con arco, en la modalidad de arco recurvo.
Ganó dos medallas en el Campeonato Mundial de Tiro con Arco al Aire Libre, en los años 1997 y 2007, y cuatro medallas en el Campeonato Mundial de Tiro con Arco en Sala entre los años 2001 y 2012.
Además, obtuvo seis medallas en el Campeonato Europeo de Tiro con Arco al Aire Libre entre los años 1996 y 2008, y nueve medallas en el Campeonato Europeo de Tiro con Arco en Sala, en los años 2004 y 2013.
Participó en cuatro Juegos Olímpicos de Verano, entre los años 1966 y 2008, ocupando el cuarto lugar en Sídney 2000 y el octavo en Pekín 2008, en la prueba de equipo.

## Palmarés internacional
| Campeonato Mundial al Aire Libre | Campeonato Mundial al Aire Libre | Campeonato Mundial al Aire Libre | Campeonato Mundial al Aire Libre |
| Año                              | Lugar                            | Medalla                          | Prueba                           |
| -------------------------------- | -------------------------------- | -------------------------------- | -------------------------------- |
| 1997                             | Victoria (Canadá)                | Medalla de bronce                | Equipo                           |
| 2007                             | Leipzig (Alemania)               | Medalla de plata                 | Individual                       |
| Campeonato Mundial en Sala       |                                  |                                  |                                  |
| Año                              | Lugar                            | Medalla                          | Prueba                           |
| 2001                             | Florencia (Italia)               | Medalla de plata                 | Equipo                           |
| 2003                             | Nimes (Francia)                  | Medalla de bronce                | Individual                       |
| 2005                             | Aalborg (Dinamarca)              | Medalla de bronce                | Equipo                           |
| 2012                             | Las Vegas (Estados Unidos)       | Medalla de plata                 | Individual                       |
| Campeonato Europeo al Aire Libre |                                  |                                  |                                  |
| Año                              | Lugar                            | Medalla                          | Prueba                           |
| 1996                             | Kranjska Gora (Eslovenia)        | Medalla de oro                   | Individual                       |
| 1996                             | Kranjska Gora (Eslovenia)        | Medalla de oro                   | Equipo                           |
| 1998                             | Boé/Agen (Francia)               | Medalla de oro                   | Individual                       |
| 2000                             | Antalya (Turquía)                | Medalla de oro                   | Individual                       |
| 2002                             | Oulu (Finlandia)                 | Medalla de plata                 | Individual                       |
| 2008                             | Vittel (Francia)                 | Medalla de oro                   | Individual                       |
| Campeonato Europeo en Sala       |                                  |                                  |                                  |
| Año                              | Lugar                            | Medalla                          | Prueba                           |
| 2004                             | Sassari (Italia)                 | Medalla de bronce                | Individual                       |
| 2004                             | Sassari (Italia)                 | Medalla de bronce                | Equipo                           |
| 2013                             | Rzeszów (Polonia)                | Medalla de plata                 | Equipo                           |